# Берзиньш, Роланд
Роланд Берзиньш (латыш. Rolands Bērziņš;14 ноября 1975, Рига) — латвийский шахматист, международный мастер (1993), победитель чемпионата Латвии по шахматам (2021).

## Карьера шахматиста
Роланд Берзиньш завоевал три медали на чемпионатах Латвии по шахматам - бронзу в 2002 году (в турнире победил Илмар Старостит), серебро в 2003 году (в турнире победил Евгений Свешников) и золото в 2021 году.
Роланд Берзиньш представлял Латвию на 10 командном чемпионате Европы по шахматам в Дебрецене в 1992 на резервной доске (+1, =5, -1) и на 35 Всемирной шахматной олимпиаде в Бледе на первой резервной доске (+2, =3, -5).
Роланд Берзиньш также успешно играл в ряде международных турниров и был первым в 1999 году в Превидзе (Словакия) и в Берне (Швейцария), вторым в Тампере (Финляндия).
В 2000 году он победил на турнире в Нордерштедте (Германия) и был вторым на турнире в Гамбурге (Германия).
Роланд Берзиньш защитил ученую степень магистра философии в Латвийском университете.

## Изменения рейтинга
| Графики недоступны из-за технических проблем. См. информацию на Фабрикаторе и на mediawiki.org. |